# John Chibuike
Emmanuel John Chibuike, född 10 oktober 1988 i Abia, är en nigeriansk fotbollsspelare (mittfältare). Han har tidigare spelat för bland annat Rosenborg, AIK och Falkenbergs FF.

## Karriär
Chibuike började karriären i nigerianska Enugu Rangers. I mars 2009 kom han till Sverige för spel i BK Häcken. I augusti 2011 värvades han av norska Rosenborg. I juli 2014 värvades Chibuike av turkiska Gaziantepspor, där han skrev på ett fyraårskontrakt. Efter ett korttidskontrakt med AIK skrev han på för Hapoel Tel Aviv.
I mars 2019 värvades Chibuike av Falkenbergs FF, där han skrev på ett tvåårskontrakt. Efter säsongen 2020 fick Chibuike inte förnyat kontrakt och han lämnade därmed klubben.